# Dyskografia (medycyna)
Dyskografia, dyskogram, LPD (ang. lumbar provocative discography) – inwazyjna metoda diagnostyczna patologii krążka międzykręgowego. Zwykle jest zarezerwowana dla osób z bólem okolicy lędźwiowej (lumbago), u których MRI wykazało nieprawidłowości w obrazie krążków międzykręgowych.
Jest to dynamiczne badanie polegające na wprowadzeniu środka kontrastowego w przestrzenie międzykręgowe i wykonaniu zdjęcia RTG.
Do ewentualnych powikłań należy zapalenie krążka międzykręgowego.